# Йоганн Георг Ваглер
Йо́ганн Ге́орг Ва́ґлер  (нім. Johann Georg Wagler; 28 березня 1800, Нюрнберг — 23 серпня 1832, Мозах) — німецький біолог, класифікатор деяких біологічних видів.
Народився 28 березня, 1800 року у Нюрнберзі. З 1826 року Ваґлер очолював Національний Мюнхенський Музей. Працював над обширною колекцією, принесеною із Бразилії. У 1832 році Ваґлер закінчив писати книжку Monographia Psittacorum, де він описав блакитних великих папуг.
У 1827 році був обраний екстраординарним членом Баварської академії Наук.
Ваґлер помер 23 серпня 1832 року від випадкового пострілу, куля влучила в нього, коли він збирав колекцію. 